# Dactylopodola cornuta
Dactylopodola cornuta is een buikharige uit de familie Dactylopodolidae. Het dier komt uit het geslacht Dactylopodola. Dactylopodola cornuta werd in 1956 voor het eerst wetenschappelijk beschreven door Swedmark. 